# Dwór w Młodocinie
Dwór w Młodocinie – dwór znajdujący się we wsi Młodocin w województwie kujawsko-pomorskim (powiat żniński).

## Historia
Majątek wymieniony został po raz pierwszy w 1523 w Liber beneficjorum prymasa Jana Łaskiego. W XIX wieku dobra te były własnością Skarbek-Malczewskich (np. w latach 1881 oraz 1909 Tytusa Skarbek-Malczewskiego), a następnie przeszły do Brzeskich (np. Erazma Brzeskiego w 1926, licząc wówczas 516 hektarów). Dwór wzniesiono w 1900 dla Tytusa Skarbka. 
W początku XXI wieku obiekt był w złym stanie technicznym, ale został wyremontowany na cele obsługi wydarzeń okolicznościowych.

## Architektura
Dwór-willa ma niespotykane i nietypowe rozwiązanie architektoniczne oraz przestrzenne, zrywające z popularną dla ówczesnej Wielkopolski i Kujaw, formą polskiego dworu szlacheckiego o cechach historyzujących, głównie klasycystycznych. Pewne jego cechy wskazują na zbliżające się trendy modernistyczne. Piętrową bryłę wzniesiono na planie wieloboku. Dolna kondygnacja jest boniowana. Nad wejściem góruje czterokolumnowy ganek ze schodami. 
Wokół dworu rośnie park.

## Galeria

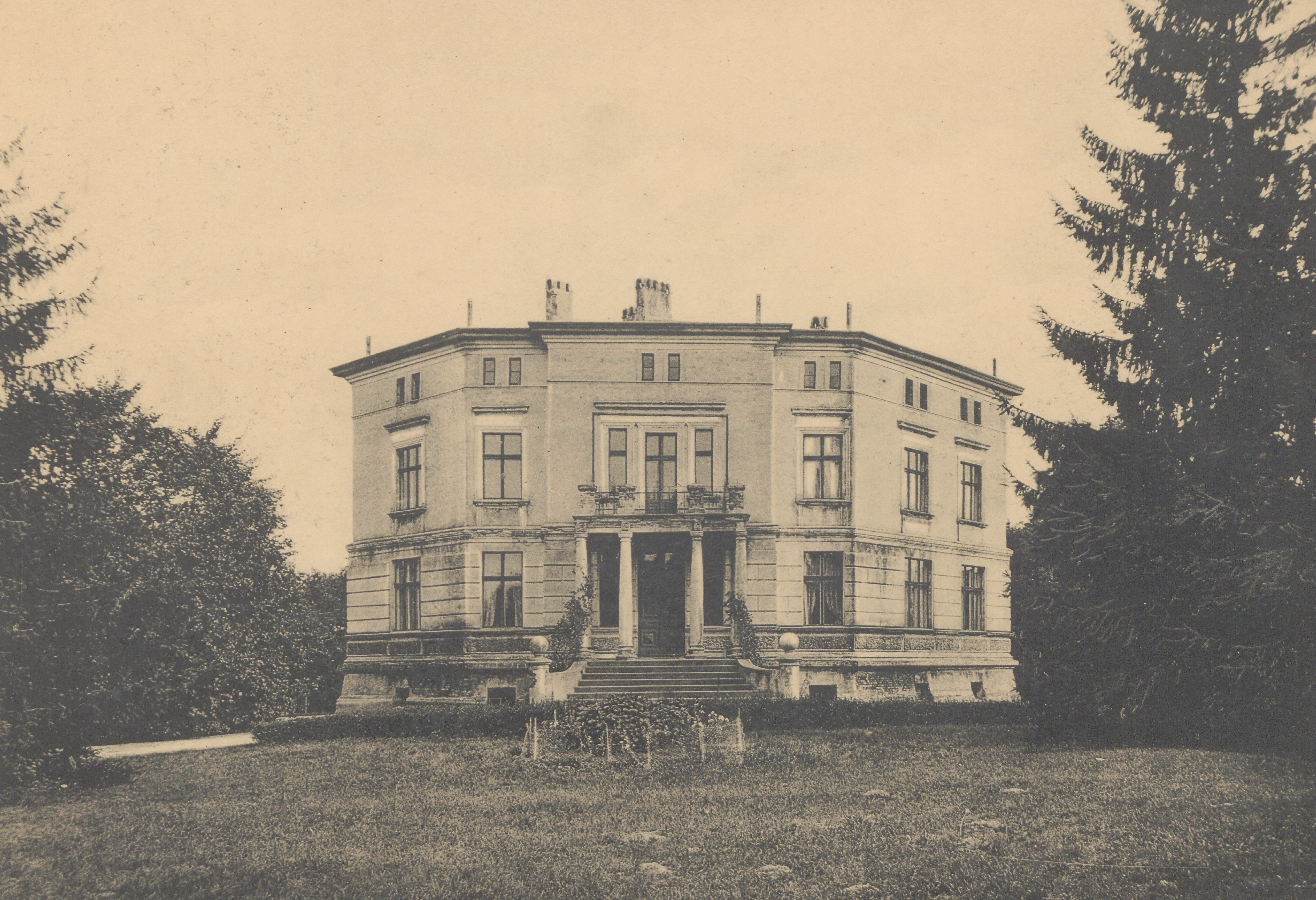
Dwór przed 1912
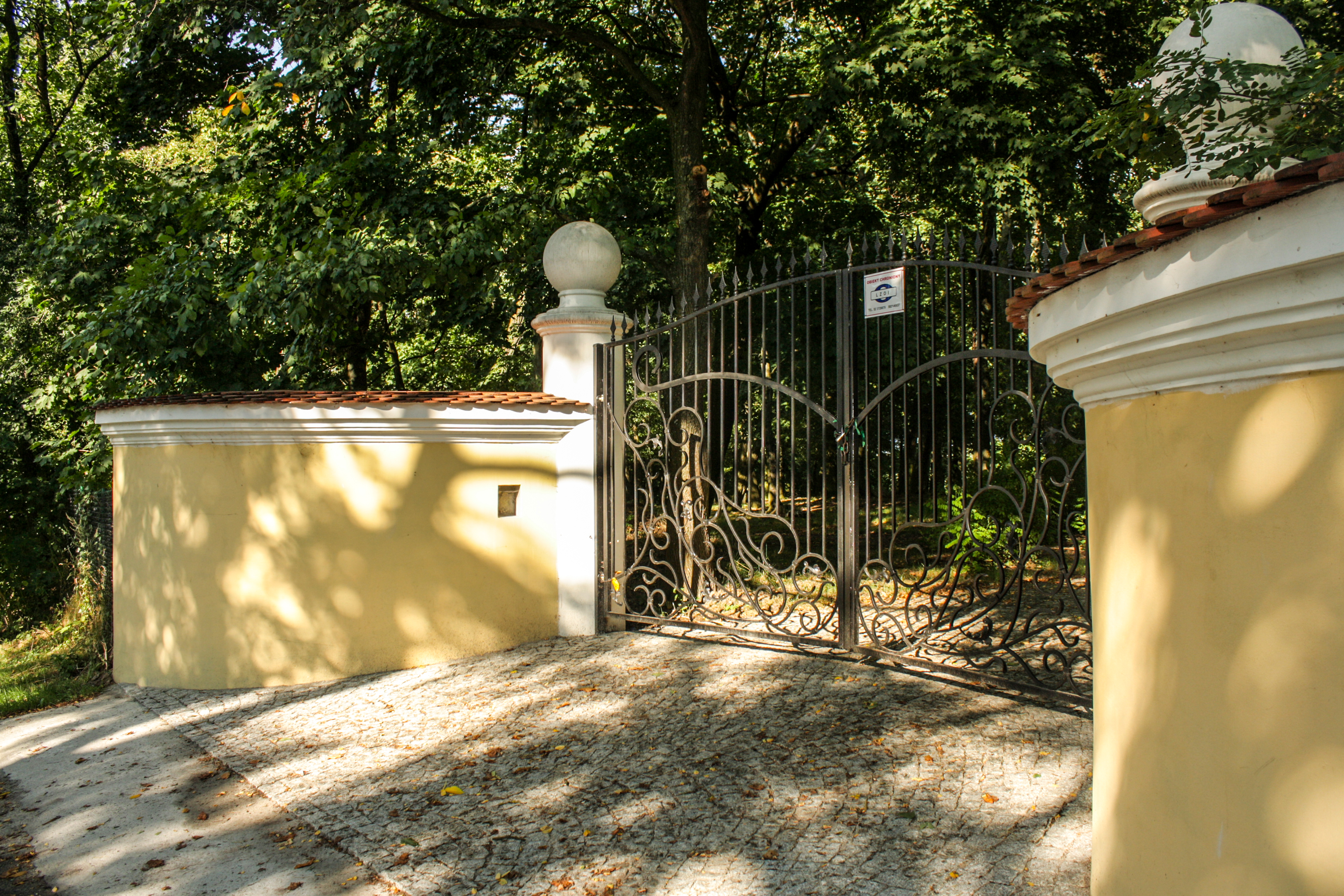
Brama wjazdowa